# アサシン クリード II
『アサシン クリード II』（ASSASSIN'S CREED II）は2009年に、ユービーアイソフト・モントリオールが開発し、ユービーアイソフトが発売したステルスゲーム。アサシン クリードシリーズの第2作目である。

## 概要
プレーヤーは現代人の主人公デズモンド・マイルズとして、彼の先祖で、15世紀のルネサンス期のイタリアで活躍したアサシンであるエツィオ・アウディトーレの人生を追体験し、超古代文明の秘宝を巡るアサシン教団とテンプル騎士団の暗闘に関わる物語が展開される。
「コロッセオ」などのイタリアの観光名所を当時最高の技術で再現されており、ゲーム上で観光できるため、世界一安いイタリア旅行と宣伝された。

## プロット
前作エンディングの直後。デズモンド・マイルズは、実はアサシン教団のスパイであることを明かしたルーシー・スティルマンによってアブスターゴ社から脱出し、教団の隠れ家へと匿われる。そこで教団の技術者であるショーン・ヘイスティングスやレベッカ・クレインと出会う。教団はテンプル騎士団の野望を阻止したいが、力の差は歴然であり、そこで流入現象を利用して短期間でデズモンドをさらに優れたアサシンに育てようとする。そのため、アブスターゴ社から技術を盗み作成した「アニムス2.0」を用いて、デズモンドは、彼の先祖でイタリア・ルネサンス期の活躍し、「最強のアサシン」と呼ばれたエツィオ・アウディトーレの青年期を追体験することになる。
1459年のフィレンツェ。有力者メディチ家に仕え、裕福な貴族かつ銀行家であるアウディトーレ家に、その次男として生まれた青年エツィオは放蕩生活を送っていた。ある日、法務執行官ウベルト・アルベルティの裏切りにより、父ジョヴァンニは反逆罪の濡れ衣を着せられ、エツィオの兄弟であるフェデリコ、ペトルチオと共に処刑されてしまう。復讐を誓ったエツィオは父の隠し部屋でアサシンの装備を発見し、実はアウディトーレ家がアサシンの家系であり、父は平和のため、メディチ家とフィレンツェの敵を暗殺していたことを知る。父の装備を身にまとったエツィオは、アルベルティを暗殺して復讐を果たし、母マリアと妹クラウディアを連れてフィレンツェを離れ、先祖代々の領地モンテリジョーニの領主を務める伯父マリオを頼る。マリオもまたアサシンであり、アサシン教団の歴史やテンプル騎士団との暗闘、そして今回の一件が騎士団やイタリアの政治情勢が複雑に絡んだ陰謀であることを教える。その上で、エツィオにアサシンとなるための訓練を施す。
それから10年以上にわたり、エツィオは家族を破滅に追い込んだ陰謀の真相を暴き、首謀者たちを暗殺していく。敵はメディチ家の追い落としを図るパッツィ家やバルバリーゴ家の者たちであり、同時にテンプル騎士団の一員でもあった。一方で、エツィオはメディチ家の当主ロレンツォや発明家レオナルド・ダ・ヴィンチ、フォルリ伯爵夫人カテリーナ・スフォルツァといった有力な協力者たちも得ていく。やがて教皇庁の重鎮で、イタリア全土の統一を目指すロドリゴ・ボルジアがすべての黒幕であり、テンプル騎士団のイタリア支部総長であるとことが判明する。1488年、エツィオは騎士団がキプロスで手に入れた「エデンの果実」の運搬兵に変装し、ボルジアと対峙する。ボジルアの狙いは「エデンの果実」を使って古き者（かつて来たりし者）の「宝物庫」を見つけ出し、中にある「神」と呼ぶものを手に入れることであった。結果としてボルジアは逃してしまうが、「エデンの果実」は確保する。そこに伯父マリオ他、ニッコロ・マキャヴェリといった今までエツィオと出会った者たちが現れ、彼らもまた実はアサシン教団のメンバーであったことを明かす。マキャヴェリはエツィオを正式に教団に招き入れることを宣言し、儀式を執り行う。
ここで現代パートに戻り、デズモンドはルーシーからトレーニングを受けるが、流入現象によってたった数時間で先祖たちのスキルが使えるようになっていた。また、チームはアブスターゴから手に入れたデータの解析なども行い、EDENというコードが書かれた動画には、男女2人の人間の奴隷がリンゴ（エデンの果実）を盗み逃げるシーンがあった。ここからチームはこの2人はアダムとイブであり、古き者から逃げ出した者たちと推理する。そしてデズモンドは再びエツィオを追体験するため、手に入れたメモリの中で最も新しい1499年のものをアムニスにセットする（メモリは複数があるが、他のものは破損してアクセスできない。これらは後にDLCでアクセスできるようになる）。
1499年、エツィオは「宝物庫」が教皇庁の地下にあることを突き止めていた。奇しくもボルジアはアレクサンデル6世として教皇となっており、「宝物庫」を開くために必要な「エデンの果実」の1つ「教皇の杖」を手にしていた。宝物庫の前にてエツィオはボルジアと最後の戦いを行い、死闘の末に勝利するが、「殺しても家族は帰らない」としてとどめは刺さず、「教皇の杖」のみを奪う。そして「宝物庫」に入ったエツィオはそこでかつて来たりし者のミネルヴァのホログラムと邂逅する。ミネルヴァは、エツィオではなくデズモンドに語りかけるように、自分たちはかつて地球を支配した「古き者」の一族であり、人類の創造主であると語る。そして古代にあった人類の反逆戦争や、「業火」と呼ばれる大災害の発生によって、最終的に「古き者」が打倒されたことなどを明かす。しかし、やがてまた発生する「業火」は人類にも危機をもたらすとし、その人類滅亡の危機を防ぐための叡智が「宝物庫」にあり、人類はこれを守る必要があると告げる。
話が理解できず混乱した状態で現代に戻ってきたエツィオであったが、そこでアジトは、ウォーレン・ヴィディック率いるテンプル騎士団のエージェントたちの襲撃を受ける。チームは逃走に成功し、新たなアジトに避難する。ルーシーは「業火」の正体は大規模な太陽フレアだと推測し、数カ月後に古代文明を滅亡に追いやったクラスのものが再発するという。デズモンドは再びアムニスに繋がる準備をし、『ブラザーフッド』に物語は続く。

### DLCの追加エピソード
DLCによって本編では見ることができなかった破損したメモリにアクセスできるようになり、1488年から1498年のできごとを追体験できるようになる。
1488年、「エデンの果実」を奪取したアサシン教団ではその保管を巡って話し合い、最終的にフォルリのカテリーナ・スフォルツァに預けることを決める。一方、カテリーナの亡き夫はアルタイルの写本及び、「宝物庫」の場所を示す地図を手に入れており、それを知ったボルジアは、貴族で盗賊のオルシ兄弟（兄ルドヴィコ、弟チェッコ）にそれを手に入れるよう命じる。ルドヴィコはカテリーナの子供を誘拐し、地図を要求するが、エツィオはルドヴィコを暗殺し、子どもたちを救い出す。しかし、真の狙いは「果実」の方であり誘拐は陽動であった。「果実」を奪ったチェッコを暗殺し、取り戻したエツィオであったが、直後に油断したところを正体不明の黒装束の者に刺され、「果実」を奪われてしまう。カテリーナの看病で回復したエツィオは、黒装束の男の正体を探るため修道院に赴き、そこで男がジロラモ・サヴォナローラという修道士であることを知る（『フォルリの戦い』）。
以降、エツィオは約10年にわたってサヴォナローラと「果実」の行方を追うが見つからず、1497年にフィレンツェに帰ってくる。同地ではメディチ家が失脚・追放された後、「果実」を使ってサヴォナローラが市民を掌握し、街を支配していた。エツィオは、所在不明のサヴォナローラを誘い出すため、街で説教を行うサヴォナローラの9人の高位幹部たちを暗殺し、市民たちを焚きつける。市民たちが暴徒化したことによってサヴォナローラは表に出てくることを余儀なくされ、エツィオは彼を拘束し、「果実」の奪還に成功する。1498年、サヴォナローラは暴徒たちによって裁かれ、シニョーリア広場で火あぶりで処刑されることが宣告される。エツィオは、サヴォナローラは悪人と言えど、犯した罪は残忍な死刑は釣り合わないと考え、処刑を待つ彼の首に刃を突き刺し介錯する。そして混乱する民衆を前に、エツィオは自分の道は自分で歩むように諭す（『虚栄のかがり火』）。

## ゲームシステム
前作のシステムを引き継ぎつつも、全体的に新要素が多く追加されており、自由度が大きく上がりストーリー展開も多彩になった。
通貨
本作から通貨の概念が登場し、武器や防具、絵画の購入という要素が加わった。他にも武器の一種として使用すると、周囲にばら撒いて人を集めたり邪魔な吟遊詩人を追い払ったりという使い方もできる。単位はフローリン。
ライフバー
前作の「シンクロ・バー」は分かりやすく「ライフバー」となり、防具によって最大数が増加する。薬や医者によって回復ができる。ダメージを受けて防具が損傷すると、修理するまで一時的に上限が下がる。
悪い噂
街中で乱暴なふるまいや犯罪行為を働くと悪い噂ゲージが上昇し、兵士に目を付けられやすくなる。手配書をはがすなどで下げられるほか、上がりにくくなる装備品もある。一部地域では強制的に最大になる。
金で雇う仲間
街中に金を払うことで一時的に仲間にできる者たちがいる。傭兵は指示して攻撃させることができ、盗賊は標的の注意を引き、娼婦はステルス状態での移動や兵士の誘惑などができる。
街の復興
金でヴィラの各施設を復興させたり発展させることができる。外見的に賑やかになる他、品物の値引きや収入の増加といった実利もある。
新たなアクション
ゲームを進めると、両手にブレードを装備して二人同時に暗殺することができるようになる。他にも標的の上から飛び掛かりつつ暗殺する「エア・アサシン」や隠れ場所に隠れたまま暗殺もできるようになった。武器でも、毒を仕込んだポイズンブレードや銃に煙玉といったものが新登場する。
データベース
作中に登場した人物や場所の情報が詳しく説明され、より深く作品世界を知ることができるようになった。

## 登場人物

### アウディトーレ家
エツィオ・アウディトーレ・ダ・フィレンツェ（Ezio Auditore da Firenze）
声 - 関智一
本作の主人公。1459年生まれ。15世紀、イタリア・ルネサンスの時代、復讐に生きた最強のアサシン。デズモンドの先祖にあたる人物。アウディトーレ家の次男。一家は貴族であり、父もメディチ家と関係の深い有数の銀行家であったため、エツィオ自身も悪友を率いての喧嘩や女遊びに明け暮れ、何不自由なく暮らしていた。しかし、メディチ家に対する陰謀と、実はアサシンの末裔であった父をめぐる突然の裏切りにより、父ジョヴァンニと兄フェデリコ、そして弟ペトルチオは冤罪で国家への反逆者として捕らえられ、エツィオの目の前で絞首刑にされてしまう。復讐を決意したエツィオは父の隠し部屋にあった白衣を身にまとい、アサシンとして生きる道を選ぶことになる。
性格はアルタイルとは対照的に一見軽薄だが、正義感は強く、一本気な部分がある。彼を心から慕う友人や協力者も多い。また、伝説のアサシンと崇められるアルタイルに対し、最強のアサシンと呼ばれる。
フェデリコと競って聖堂の尖塔を駆け上る卓越した身のこなしなど、平時にもすでにアサシンとしての素質が垣間見えていたが、父親がアサシンであったことを知らなかった為、暗殺技術は一から習得していくことになる。
武器は長剣、短剣、槌、投げナイフといった各種武器の他、新型アサシンブレードを使用。後にレオナルド・ダ・ヴィンチの手によって改良されることで両腕に装着するダブルブレードや刃の内部に毒が仕込まれたポイズンブレード、篭手内部に仕込まれたピストルに派生する。また徒手格闘術にも優れ、敵の武器を奪い、自分の物にする技を体得している。さらに着衣泳法も得意とする。また、アサシンブレードの造りが進歩した事で、左手薬指の切除が必要なくなったため、切断はしていない。
なお、イスラム教シーア派に属していたアサシン教団ということでムスリムと勘違いされることもあるが、教団のメンバーは皆キリスト教を信仰しており、これは敵対するテンプル騎士団の構成員も同様である。
ジョヴァンニ・アウディトーレ（Giovanni Auditore）
声 - 内田直哉
エツィオの父親で、アウディトーレ家の当主。表の顔はメディチ銀行の管理を取り仕切る銀行家の貴族だが、実際はメディチ家当主ロレンツォ・デ・メディチの下でアサシンとして暗躍していた。メディチ家の陰謀の調査中にアサシンと敵対するテンプル騎士団の手により拘束される。エツィオにアサシンの装具と陰謀の証拠となる書類を託すが、アルベルティの裏切りにより処刑される。
本作の前日譚に当たる実写短編映画『アサシン クリード リネージ』の主人公でもある。
フェデリコ・アウディトーレ（Federico Auditore）
声 - 堀川仁
エツィオの兄。銀行員として働いていたが、遊び好きでほとんど仕事をしなかったため解雇された。アウディトーレ家の子息で唯一父がアサシンである事を知っていたが、父と同じくテンプル騎士団の罠にはまり処刑される。
ペトルチオ・アウディトーレ（Petruccio Auditore）
エツィオの弟。生まれつき病弱で、ベッドの上で一日を過ごすことが多い。父と長兄フェデリコと同じくテンプル騎士団の罠にはまり処刑される。投獄される直前までエツィオに鳥の羽を集めさせ、なにやら企画していた。
クラウディア・アウディトーレ（Claudia Auditore）
声 - 桑島法子
エツィオの妹。おてんば娘で気に入らない相手には鉄拳を喰らわすなどの勝気な面もあるが、父と兄弟の処刑による家庭崩壊後は、嫌々ながらもモンテリジョーニでマリオの手伝いとして、モンテリジョーニの税金収入や帳簿の記録などを担当する。
マリア・アウディトーレ（Maria Auditore）
ジョヴァンニの妻で、エツィオ達の母。才色兼備の婦人で、ダ・ヴィンチなど才能溢れる者への援助をするなどしていたが、ジョヴァンニ達を失ったショックで心を閉ざし、一切の言葉を失ってしまう。
マリオ・アウディトーレ（Mario Auditore）
声 - 大塚明夫
ジョヴァンニの兄で、エツィオの伯父。モンテリジョーニのヴィラ・アウディトーレ領主を務め、トスカーナを守る傭兵部隊の隊長でもある。ジョヴァンニと同じくアサシンの末裔であり、ジョヴァンニ達が処刑された後フィレンツェから逃れてきたエツィオたちをかくまう。未だ実戦経験が少ないエツィオに数年間戦闘訓練を叩き込むと共に、アウディトーレ家がアサシンの血統である事や、テンプル騎士団との関係や因縁等を明かす。エツィオの家族が処刑される以前からパッツィ家配下の襲撃を受けていた。

### エツィオの協力者達
レオナルド・ダ・ヴィンチ（Leonardo da Vinci）
声 - 森川智之
ルネサンスを代表する芸術家・発明家であり、マリアが援助する芸術家の一人。エツィオの装備を修理した際に番兵から守られた事をきっかけに親友となり、以来様々な技術開発によってエツィオを助けてくれる。ポイズンブレードやピストルはアルタイルが残した写本を解読した彼の研究成果であり、グライダーは彼独自の発明として製作されたものである。好奇心、探究心が強く、エツィオが集めた「アルタイルの写本の断片」を持っていくと嬉しそうにしたり、またアサシンブレードを修理した際に薬指を落とさなければいけないと冗談を言うなど、少々茶目っ気のある人物としても描かれている。
ロレンツォ・デ・メディチ（Lorenzo de' Medici）
声 - 浅沼晋太郎
メディチ家の当主であり、フィレンツェの実質的な支配者。メディチ銀行の経営者。政治活動も行なっており、芸術家達の支援もしている。気前の良い性格からフィレンツェ市民にも絶大な人気を誇る。幼い頃、ジョヴァンニに命を救われて以来アウディトーレ家とは親しくしており、パッツィ家の陰謀から命を救われたエツィオとも親しくなり協力するようになる。人柄が良い一方で作中では描かれないが陰謀を企てたパッツィ家の子の代まで皆殺しにするなど、非情な一面もある。
パオラ（Paola）
声 - 岡本麻弥
アウディトーレ家の使用人アニタの姉で、娼館ラ・ローザ・コルタの女主人。謀略により追われる立場となったアウディトーレ一家を匿い、モンテリジョーニへの脱出を手伝う。 エツィオに群衆に紛れる術とスリの技を教えてくれる。
狐（La Volpe）
フィレンツェの影に潜む伝説の盗賊。いわゆる民間伝承より生まれた義賊。レオナルドのヒントと父ジョヴァンニと親交の深かった盗賊の手引きでエツィオと出会い、フィレンツェの利権とテンプル騎士団の繋がりを教えるとともに、アサシンとしての使命に目覚めつつあったエツィオにアドバイスを与えた。
カテリーナ・スフォルツァ（Caterina Sforza）
声 - 名塚佳織
フォルリ伯爵夫人。夫の死後は実質的なフォルリの支配者となる女傑。
ローザ（Rosa）
声 - 小林ゆう
ヴェネツィア貴族と娼婦の間に産まれた非嫡子の女盗賊。ヴェネツィアに赴いたエツィオが最初に出会った女性で、セタ宮への侵入手引きのきっかけ、ダブルジャンプのコツを教えるなど、ヴェネツィアでのエツィオの活動をサポートする。気が強く男はあまりよせつけないが窮地を救われたことでエツィオには好意を持っている様子。
アントニオ（Antonio）
声 - 小杉十郎太
ヴェネツィア盗賊ギルドのリーダー。貴族たち上流社会に強い反感を持ち、平民達の自由を勝ち取るべく日々活動を続けている。
バルトロメオ・ダルヴィアーノ（Bartolomeo d'Alviano）
声 - 間宮康弘
傭兵団の隊長。「ビアンカ」と名づけた大剣を振り回す熱血漢で、猪突猛進な性格。
ニッコロ・マキャヴェリ（Niccolò Machiavelli）
声 - 白熊寛嗣
ルネサンス期の政治思想家。理想主義的な思想の強いルネサンス期に、政治を宗教・道徳から切り離して現実主義的な政治理論を創始した。彼の登場によりこれまでエツィオに協力していた者たちの多くがアサシンである事が判明し、またエツィオを真のアサシンとして認める儀式を執り行う。

### テンプル騎士団
ウベルト・アルベルティ（Uberto Alberti）
法務執行官。エツィオの父ジョヴァンニの友人だったが、メディチ家への恨みを晴らすためにアウディトーレ家を裏切り、ジョヴァンニを処刑する。
フランチェスコ・デ・パッツィ（Francesco de' Pazzi）
声 - 青山穣
貴族、銀行家。メディチ家の抹殺のためロレンツォを殺害しようとする。世に言うパッツィ家の陰謀の首謀者。
ヴィエリ・デ・パッツィ（Vieri de' Pazzi）
声 - 下山吉光
貴族。フランチェスコの息子。浪費家で、自ら様々なギャンブルを主催しているが、なぜか常勝。万が一彼に勝利してしまった場合、一族は最後の晩餐に呼ばれてしまう。エツィオとは彼がアサシンとなる以前から因縁浅からぬ関係で、たびたび小競り合いを起こしていた。
ベルナルド・ディ・バンディーノ・バロンチェッリ（Bernardo di Bandino Baroncelli）
銀行家。エツィオの襲来に心底震え上がっている。
アントニオ・マフェイ（Antonio Maffei）
聖職者。ヤコポ・デ・パッツィの顧問。塔の上に上り、自称「神の言葉」を叫んでいる。
ステファノ・ダ・バニョーネ（Stefano da Bagnone）
聖職者。だがそれは、あくまで上流社会に身を投じたいがための地位のため、神の存在を信じてはいない。
フランチェスコ・サルヴィアーティ（Francesco Salviati）
ピサ大司教。エツィオの襲来に備えて、野営している。
ヤコポ・デ・パッツィ（Jacopo de' Pazzi）
声 - 多田野曜平
銀行家、貴族。パッツィ家の長でもある。
エミリオ・バルバリーゴ（Emilio Barbarigo）
商人ギルドの長、貴族。「セタ宮」の主でもある。商業を牛耳っている。
カルロ・グリマルディ（Carlo Grimaldi）
貴族、十人委員会のメンバー。総督に毒を盛り、暗殺する。
マルコ・バルバリーゴ（Marco Barbarigo）
貴族、ヴェネツィア総督。暴君としてヴェネツィア史に名を残しており、モロの妻を奪う為に自ら彼を暗殺しようとしたが失敗した。
だが、モロはその時のショックで記憶喪失になり、結果的に彼の妻を奪い、さらには彼を直属の護衛にすることに成功した。
ダンテ・モロ（Dante Moro）
マルコ・バルバリーゴの護衛。以前は人柄の良さから人気も高く美人の妻を持っていたが、彼の雇い主に暗殺されかけ、現在は記憶喪失中。
シルヴィオ・バルバリーゴ・イル・ロッソ (Silvio Barbarigo Il Rosso)
ヴェネツィア最高裁メンバー、審問官、貴族。毒についてやたらと詳しい。
ロドリゴ・ボルジア（Rodrigo Borgia）
声 - 山路和弘
アサシンの仇敵であるテンプル騎士団のイタリア支部総長であり、教皇庁の重鎮。出生からスペイン人とも呼ばれる。知略に長けた狡猾な人物で、またその立場から多くの仲間から恐れ敬われていた。前教皇の死後は入念な根回しと買収により遂には教皇の座を獲得し、秘宝の一つである「杖」までもその手中に収める。

### その他
ルドヴィコ・オルシ（Ludovico Orsi）
声 - ふみいち
貴族、盗賊。ボルジアの依頼を受けエデンの果実の奪還とカテリーナ・スフォルツァの命を狙う。
チェッコ・オルシ（Checco Orsi）
声 - えどさん
貴族、盗賊。ルドヴィコの弟。ボルジアの依頼を受けエデンの果実の奪還とカテリーナ・スフォルツァの命を狙う。エツィオに暗殺されるが事切れる寸前に抵抗し、深手を負わせる。
ジロラモ・サヴォナローラ（Girolamo Savonarola）
声 - 浅沼晋太郎
黒衣を身に纏った修道士。エツィオが深手を負った際に取り落とした秘宝「エデンの果実」を手にした事で野望に目が眩み、メディチ家の腐敗と荒廃しかけていたフィレンツェに現れて人心掌握を行い、実質的な支配者として君臨する。
クリスティーナ・ヴェスプッチ（Cristina Vespucci）
声 - 平野綾
エツィオの恋人。貴族の令嬢で、フィレンツェでも評判の美女。ロマンチストだが、意思が弱い面もある。アメリゴ・ヴェスプッチは従兄弟にあたる。
ミネルヴァ（Minerva）
宝物庫で立体映像としてエツィオの前に現れる謎の女性。かつて来たりし者の一員であり、未来の人間に自らの言葉を託そうとする。
アルタイル・イブン・ラ・アハド（الطائر ابن لا أحد, Altaïr ibn-La'Ahad）
前作の主人公にして12世紀の大シリアを生きた伝説のアサシン。テンプル騎士団の陰謀を打ち砕き、エデンの果実を手に入れ、悪用されることの無いように隠していた。今作では前作およびその続編『アサシン クリード ブラッドライン』のその後の行動が写本で綴られているほか、流入現象の影響でデズモンドの夢の中に登場する。

### 現代
デズモンド・マイルズ（Desmond Miles）
声 - 東地宏樹
現代に生存する最後のアサシンであり、本作の主人公。アルタイル、エツィオの血を引くアサシン一族の末裔であり、幼少期は自身もアサシンとして育てられてきた過去を持つ。アサシンとしての生活から逃げ出しバーテンダーとして生活していたが、テンプル騎士団の末裔が組織するアブスターゴ社によって拉致され、アニムスの被験体17号として遺伝子に刻まれたアルタイルの記憶を追体験。それにより人々の心を操る能力を持つという秘宝・エデンの果実の在処を敵であるアブスターゴ社に知られてしまう。本来ならばその時点で用済みとして始末されるはずだったが、ルーシーの助力により秘宝が無事発見されるまでの間、生かされる事になった。
前作ではアルタイルの記憶を何度も体験した影響で流入現象が起きており、アサシンの持つ敵と味方や隠された文字などを視覚的に判断する能力「タカの眼」を習得する。今作では、アブスターゴ社に対抗すべく流入現象を利用し、先祖であるエツィオの体験からアサシンの技術を身に付けようとする。
ルーシー・スティルマン（Lucy Stillman）
声 - 園崎未恵
アブスターゴ社の研究員であり、ヴィディックの助手。遺伝子に刻まれた記憶を追体験する装置・アニムスの開発者。デズモンドにはそれとないヒントをいくつも残すなどの協力をしている。自らもまたアサシンの一員であることをデズモンドに告白し、アブスターゴからの逃亡を画策する。
ショーン・ヘイスティングス（Shaun Hastings）
声 - 飛田展男
現代でデズモンドをサポートするエンジニア。デズモンドのアニムス上での行動を監視し、時代背景や登場人物の相関関係などについての情報をデズモンドに提供する。いわゆるナードであり皮肉屋。結婚歴がある。自分でアニムスを利用できないことを歯がゆく思っており、羨望からかことあるごとにデズモンドに噛み付く。アサシンの末裔ではないが、アブスターゴの不正を暴く活動をしていた為に命を狙われ、レベッカに助けられることで今にいたっている。本人曰く人を殺した事も殺す覚悟も有るらしい。顔は英語版の声を演じるイギリスのコメディアン、ダニー・ウォレス（Danny Wallace）がモデル。
レベッカ・クレイン（Rebecca Crane）
声 - 渡辺明乃
現代でデズモンドをサポートするエンジニア。アニムス2.0の管理を担当している。
ウォーレン・ヴィディック（Warren Vidic）
声 - 多田野曜平
アブスターゴ社の研究員。エデンの果実を探すために前作でデズモンドを利用していた。利用価値の残っているデズモンドとルーシーを捜している。
被験体16号（Subject 16）
声 - 浅沼晋太郎
デズモンドの前のアニムス被験者。デズモンドと同じくエツィオの子孫。長期間に渡ってアニムスによる過去の記憶を体験させられ、また一度の期間が数日に及んでいた事などから深刻な流入現象により精神の破綻を引き起こし、死亡していると言われている。前作でデズモンドが目撃した、タカの眼でしか見る事の出来ない部屋の紋様を描いた人物。アニムスを通じてデズモンドに歴史の闇に隠された真実を伝えようとし、今回も彼がアニムスのプログラム内に隠された真実を伝える為に20個に分割した動画ファイルを残す。デズモンドに対してと同様、彼に一連の実験を行ったのはウォーレンとルーシーであった。そのため、彼女は彼の死に責任を感じている。

## 登場エリア
フィレンツェ
エッツィオの生まれである物語始まりの場所。東側の「サン・マルコ地区」、中央部の「サン・ジョヴァンニ地区」、西部の「サンタ・マリア・ノヴェッラ地区」に分かれる。DLCを導入すると南部の「オルトラルノ地区」も解放される。
主なランドマーク
- サンタ・マリア・デル・フィオーレ大聖堂
- サン・ロレンツォ聖堂
- サンタ・マリア・ノヴェッラ教会
- ヴェッキオ橋

アペニン山脈
フィレンツェからモンテリジョーニへ移動する道中で通る山脈地帯。移動ステーションは無いが、ストーリーで訪れた後はフィレンツェから直接移動することもできる。
モンテリジョーニ/ヴィラ
フィレンツェを追われたエッツィオが逃げ込んだ町。表面上は長閑な田舎町だが、実際はアウディトーレ家及びアサシンの拠点としての一面を持っている。訪れたばかりでは店もほとんどなく屋敷もボロボロだが、ストーリーの進行や町への投資をすることにより徐々に栄えていく。
トスカーナ - サン・ジミニャーノ
ヴィエリを追って訪れる場所。壁に囲まれた都市部と屋外劇場などがある外部に分かれる。尚、厳密には「トスカーナ州の州都がフィレンツェ、州内の地域がモンテリジョーニやサン・ジミニャーノ」であるが、ゲーム中では同地域は「トスカーナ」と区分される。
ロマーニャ - フォルリ
ヴェネツィアへ向かう船に乗るために向かう都市。現在はフォルリ男爵が治めている。南部は城壁に囲まれた都市部、北部に港があり、その周りに集落が点在している。
ヴェネツィア
エッツィオがエミリオを追ってやってきた都市。北部の「カンナレッジョ地区」、中央部の「サン・マルコ地区」、東部の「カステッロ地区」、南西部の「ドルソデューロ地区」に分かれており、それぞれ住民など特色も違う。「水の都」というだけあって所々に水路が張り巡らされている。
主なランドマーク
- サンティ・ジョヴァンニ・エ・パオロ聖堂
- ドゥカーレ宮殿
- リアルト橋

ローマ - バチカン
クライマックスで訪れる場所。メインストーリーでのみ訪れることができ、自由な探索はすることができない。
主なランドマーク
- サンタンジェロ城
- システィーナ礼拝堂
- サン・ピエトロ大聖堂

## 店舗・施設
鍛冶屋
武器・防具を始め、投げナイフ、弾丸などの消耗品の販売、防具の修理などを行う。
医者
ライブが減っている状態では回復することができる他、薬・毒の補充を行うことができる。
美術商
様々な絵画を購入することができる。購入した絵はモンテリジョーニに飾られ、モンテリジョーニの資産価値を上げる事ができる。また、宝の地図も販売しており、購入するとその街の全ての宝箱の位置がマップに表示される。
仕立て屋
服の色を変えることができる他、袋を購入することで薬・投げナイフ・毒の最大所持量を増やすことができる。
移動ステーション
運賃を払い、現在いる地域以外の場所に移動することができる（自分が現時点でいる都市は移動することができない）。
仲間
街中の様々な場所におり、協力費を支払うことで帯同してもらうことができる。1回協力するか一団と一定距離以上離れてしまうと解消してしまう。
娼婦
一緒に歩くことで人ごみに紛れ敵の目を欺き、ターゲットを指定して向かわせることで兵士たちの気を引き、エッツィオの存在を気づかれないようにすることができる。
盗賊
ターゲットを指定して向かわせることで囮として兵士たちから盗みを働き、それを兵士が追う事で遠ざけることができる。
傭兵
エッツィオと共闘してくれる。
悪い噂
悪い噂ゲージが上昇しているときに街中に登場。インタラクトすることで悪い噂ゲージを減らすことができる。最大になってしまうと「高警戒モード」となり、兵士に発見された段階で即戦闘となってしまい、ゲージをゼロに戻すまで継続することとなる。
手配書
所々に張られているエッツィオの手配書。剥がすと悪い噂ゲージを25%減らすことができる。
先触れ
所々で演説をしている先触れ。賄賂を渡すことで悪い噂ゲージを50%減らすことができる。
役人
エッツィオの悪い噂を流している張本人。発見し倒すことで悪い噂ゲージをゼロにすることができる。

## ミッション・収集物
シンボル
被検体16号が残したシンボル。各地の様々なランドマークに書かれており、タカの眼を使って発見することができる。発見すると隠された真実を明かすためのパズルに挑むことができる。全てのパズルを解き明かすとその真実が明らかとなる。
羽
ペトルチオが生前集めていた鳥の羽集めの遺志を継ぐ形で行う収集。全エリアで合計100枚の羽が存在している。
写本の断片
各地にある写本の断片。ただし、入っている宝箱のほとんどは外からの侵入を許さない屋内かつ兵士によって厳重に警備されているため、正面突破や仲間を使った陽動を用いる必要がある。手に入れた写本はレオナルドの元に持っていくことで解読してもらえる。
競争ミッション
エリア内の指定した箇所を時間内に巡る。常にチェックポイントが用意されており、指定した順番で回らなければならない。
使者ミッション
使者として時間内に指定された場所まで手紙を届ける。
暗殺ミッション
エリア内の鳩小屋から受注可能。指定されたターゲットをタカの眼を使い発見し暗殺する。
制裁ミッション
街の人たちの不満などを聞き、相手に対し制裁を加える。あくまで「制裁」であるため、殺してしまうと失敗となる。
アサシンの墓所
各地にあるかつて活躍したアサシンの墓所。内部はアスレチックとなっており、ゴールすることで印章を手に入れることができる。全ての印章を揃えモンテリジョーニに納めると特別な装備を手に入れることができる。
テンプル騎士団の基地
各地にあるテンプル騎士団の基地。アサシンの墓所と同じく「秘密の場所」というくくりとなっている。重要アイテムは無いがクリアすることで多くの報酬を得られる。

## 武器
アサシンブレード
基本的な暗殺武器。敵に近づいての暗殺や、上に張られた梁や城壁から飛び降りる「エアアサシン」を使うことができる。レオナルドのアップグレードにより「ダブルブレード」になると、2人を同時に暗殺することができる。
剣・短刀
鍛冶屋で購入できる剣・ハンマー・小型武器に加え、兵士から奪う事で槍・斧・両手剣も一時的に使用できるようになる。各武器にダメージ量・スピード（取り回しの速さ）・受け流し（敵からの攻撃のカウンターのしやすさ）が定められている他、最大連続攻撃数も決まっている。一部武器はモンテリジョーニの闘技場で練習することで特別なアクションを行うこともできる。
素手
素手での殴打や掴んでからの投げや蹴りを入れることができる。素手で倒した相手は死亡扱いにならないため、制裁ミッションなど「ターゲットを殺さずに倒す」ミッションでは素手での対応が必要となる。また、特殊技能を習得すると「砂かけ」をすることができ、一時的に相手の目をくらますことができる。
投げナイフ
敵に対し投擲用ナイフを投げる。威力はやや低めだが、軽装兵であれば遠くからでも気づかれずに倒すことができる。
ピストル
ピストルで相手を狙い撃つ。どんな敵にもほぼ一撃で倒すことができるが、発射音が大きいため他の兵士に気づかれやすい。
煙幕
火薬を破裂させ煙幕を起こし、敵の目をくらませる。
ブレードポイズン
毒をしみ込ませたブレードで敵を刺す。刺された敵は錯乱状態となった後死亡する。刺した段階では他の兵士に気づかれる可能性も低く、錯乱した敵に注意を向けることもできる。
小銭を投げる
所持金から10フローリンを地面に撒くことで近くの一般人を近寄らせ注意を向けることができる。状況次第では下級一般兵士も加わることも。

## スタッフ
- エグゼクティブプロデューサー - ジェイド・レイモンド（Jade Raymond）
- クリエイティブディレクター - パトリス・デジーレ（Patrice Desilets）
- 脚本 - コーリー・メイ（Corey May）
- 音楽 - イェスパー・キッド（Jesper Kyd）
- 開発 - ユービーアイソフトモントリオール・スタジオ

## トロフィー
本作からPlayStationのトロフィー機能に対応となった。本作のトロフィーは獲得がしやすく、最も多くのプラチナトロフィーが獲得されているとの調査結果もある。

## ギネス・ワールド・レコーズ
2010年4月、『アサシン クリード II』は「史上最も出版物で特集を組まれたゲームソフト」としてギネス・ワールド・レコーズに認定された。

## スペシャルエディション
2010年8月5日に発売。『アサシン クリード II』の本編にダウンロードコンテンツとして提供された『フォルリの戦い』、『虚栄のかがり火』を収録。それに加え、PS3版には短編映画『アサシン クリード リネージ』とそのメイキング版の日本語版を収録した。

## 携帯電話用コンテンツ
AU、ソフトバンク、NTTドコモの3キャリア向けに携帯アプリ版ゲームが配信されている。前作の携帯アプリに引き続き本作も2Dベルトスクロールアクションになっている。配信はユービーアイソフトの子会社であるゲームロフト。ストーリーラインは『アサシン クリード II』と同様である。